# Kevin Hill (snowboard)
Kevin Hill (Chilliwack, 27 de junio de 1986) es un deportista canadiense que compite en snowboard, especialista en la prueba de campo a través.
Ganó dos medallas en el Campeonato Mundial de Snowboard, plata en 2015 y bronce en 2017. Adicionalmente, consiguió dos medallas en los X Games de Invierno.
Participó en tres Juegos Olímpicos de Invierno, entre los años 2014 y 2022, ocupando el octavo lugar en Sochi 2014, en el campo a través.

## Medallero internacional
| Campeonato Mundial | Campeonato Mundial     | Campeonato Mundial | Campeonato Mundial         |
| Año                | Lugar                  | Medalla            | Prueba                     |
| ------------------ | ---------------------- | ------------------ | -------------------------- |
| 2015               | Kreischberg (Austria)  | Medalla de plata   | Campo a través             |
| 2017               | Sierra Nevada (España) | Medalla de bronce  | Campo a través por equipos |

| X Games de Invierno | X Games de Invierno    | X Games de Invierno | X Games de Invierno |
| Año                 | Lugar                  | Medalla             | Prueba              |
| ------------------- | ---------------------- | ------------------- | ------------------- |
| 2011                | Aspen (Estados Unidos) | Medalla de plata    | Campo a través      |
| 2015                | Aspen (Estados Unidos) | Medalla de oro      | Campo a través      |